# Lijst van nummer 1-hits in Noorwegen in 2003
Deze hits stonden in 2003 op nummer 1 in de VG-lista, de bekendste hitlijst in Noorwegen.
| Week | Artiest                                  | Titel                         |
| ---- | ---------------------------------------- | ----------------------------- |
| 1    | Las Ketchup                              | The Ketchup Song (Aserejé)    |
| 2    | Eminem                                   | Lose Yourself                 |
| 3    | Eminem                                   | Lose Yourself                 |
| 4    | Eminem                                   | Lose Yourself                 |
| 5    | Eminem                                   | Lose Yourself                 |
| 6    | Big Brovaz                               | Nu Flow                       |
| 7    | Big Brovaz                               | Nu Flow                       |
| 8    | Big Brovaz                               | Nu Flow                       |
| 9    | Big Brovaz                               | Nu Flow                       |
| 10   | Big Brovaz                               | Nu Flow                       |
| 11   | Maria Arredondo & Christian Ingebrigtsen | In Love with an Angel         |
| 12   | Maria Arredondo & Christian Ingebrigtsen | In Love with an Angel         |
| 13   | Anne Lingan                              | Kicking You Out               |
| 14   | Anne Lingan                              | Kicking You Out               |
| 15   | Anne Lingan                              | Kicking You Out               |
| 16   | Anne Lingan                              | Kicking You Out               |
| 17   | Anne Lingan                              | Kicking You Out               |
| 18   | Gareth Gates                             | Anyone of Us (Stupid Mistake) |
| 19   | Dina                                     | Bli hos meg                   |
| 20   | Dina                                     | Bli hos meg                   |
| 21   | Dina                                     | Bli hos meg                   |
| 22   | Christian Ingebrigtsen                   | Things Are Gonna Change       |
| 23   | Christian Ingebrigtsen                   | Things Are Gonna Change       |
| 24   | Kurt Nilsen                              | She’s So High                 |
| 25   | Kurt Nilsen                              | She’s So High                 |
| 26   | Kurt Nilsen                              | She’s So High                 |
| 27   | Kurt Nilsen                              | She’s So High                 |
| 28   | Kurt Nilsen                              | She’s So High                 |
| 29   | Kurt Nilsen                              | She’s So High                 |
| 30   | Kurt Nilsen                              | She’s So High                 |
| 31   | Kurt Nilsen                              | She’s So High                 |
| 32   | Gaute                                    | Chasing Rainbows              |
| 33   | David                                    | Wild at Heart                 |
| 34   | David                                    | Wild at Heart                 |
| 35   | David                                    | Wild at Heart                 |
| 36   | David                                    | Wild at Heart                 |
| 37   | David                                    | Wild at Heart                 |
| 38   | Lene Marlin                              | You Weren’t There             |
| 39   | Lene Marlin                              | You Weren’t There             |
| 40   | David                                    | Wild at Heart                 |
| 41   | The Black Eyed Peas                      | Where Is the Love?            |
| 42   | David                                    | Wild at Heart                 |
| 43   | The Black Eyed Peas                      | Where Is the Love?            |
| 44   | Dido                                     | White Flag                    |
| 45   | The Black Eyed Peas                      | Where Is the Love?            |
| 46   | The Black Eyed Peas                      | Where Is the Love?            |
| 47   | OutKast                                  | Hey Ya!                       |
| 48   | OutKast                                  | Hey Ya!                       |
| 49   | OutKast                                  | Hey Ya!                       |
| 50   | OutKast                                  | Hey Ya!                       |
| 51   | OutKast                                  | Hey Ya!                       |
| 52   | OutKast                                  | Hey Ya!                       |